# فلاديمير ستويكوفيتش (لاعب كرة قدم مواليد 1983)
فلاديمير ستويكوفيتش (بالصربية: Владимир Стојковић)‏ (مواليد 28 يوليو 1983 في لوزنيتشا - يوغوسلافيا) لاعب كرة قدم صربي يلعب حاليا في مركز حارس مرمى لعب سابقاً في نادي الفيحاء السعودي.

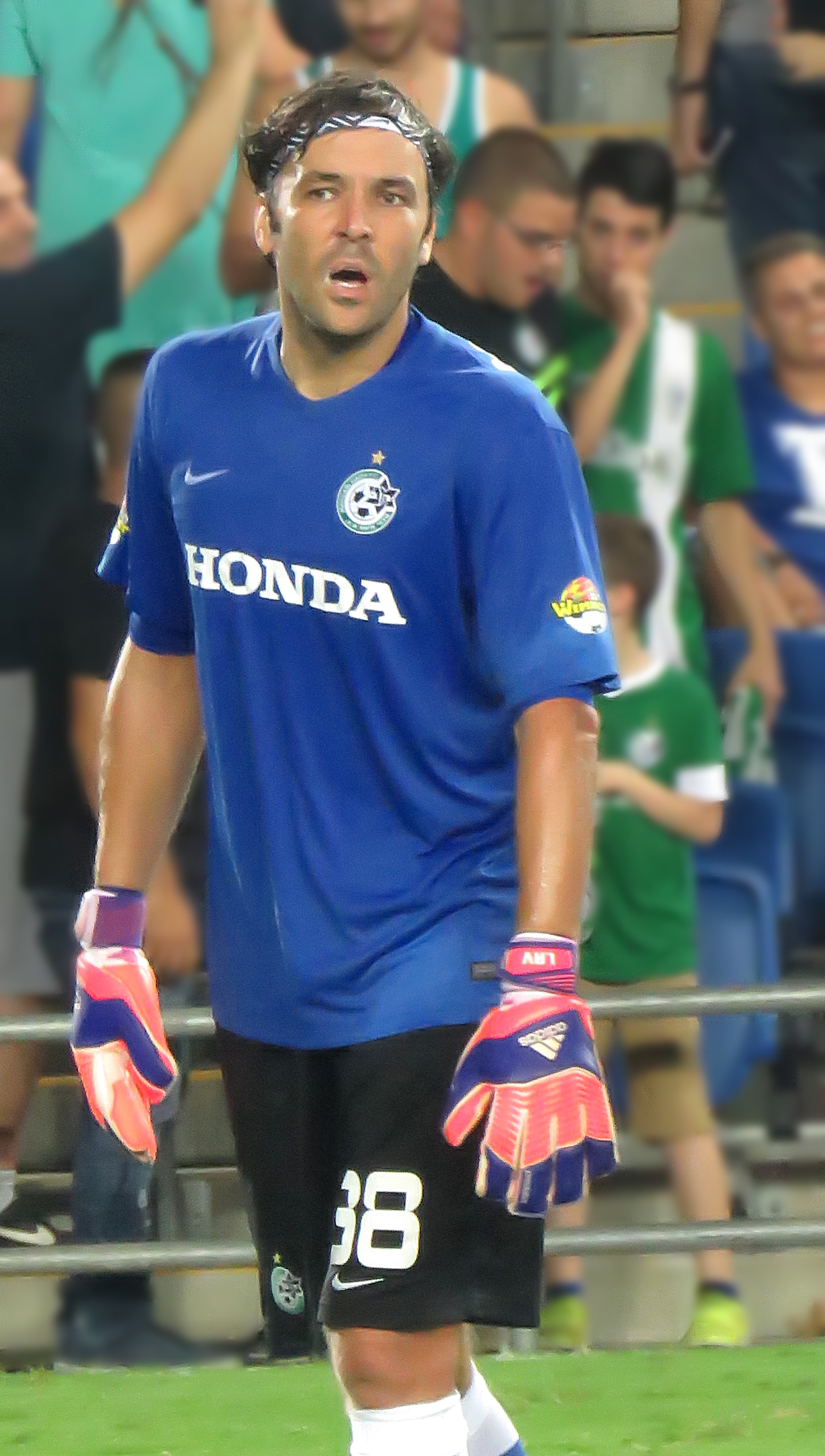
فلاديمير ستويكوفيتش

## مسيرته الكروية
لعب فلاديمير ستويكوفيتش خلال مسيرته الاحترافية مع 12 ناديًا في اثنين وعشرين موسمًا وسجل خلالها هدفًا واحدًا ضمن 358 مباراة. حيث فاز في خمسة مواسم بالكأس وفي أربعة مواسم بالدوري.
خاض فلاديمير ستويكوفيتش مسيرته مع نادي النجم الأحمر بلغراد في موسم 2001–02 في المرة الأولى ولمدة موسمين ثم في موسم 2005–06 لمدة موسم واحد، مشاركًا طوالها في 24 مباراة ولم يسجل أي هدف. ثم انتقل إلى نادي زيمون في موسم 2003–04 ولمدة موسمين، حيث شارك في 33 مباراة ولم يسجل أي هدف أيضًا. لينتقل بعدها إلى نادي فيتيسه آرنهم في موسم 2006–07 لمدة موسم واحد، مشاركًا في 8 مباريات ولم يسجل أي هدف أيضًا. ثم انتقل إلى نادي سبورتينغ لشبونة في موسم 2007–08 لمدة موسم واحد، مشاركًا في 9 مباريات ولم يسجل أي هدف أيضًا. هذا وانتقل لاحقًا إلى نادي خيتافي في موسم 2008–09 لمدة موسم واحد، مشاركًا في 5 مباريات ولم يسجل أي هدف أيضًا. ثم انتقل بعدها إلى نادي ويغان أتلتيك في موسم 2009–10 لمدة موسم واحد، مشاركًا في 4 مباريات ولم يسجل أي هدف أيضًا. ليعود وينتقل من جديد، لكن هذه المرة إلى نادي بارتيزان في موسم 2010–11 في المرة الأولى ليلعب معه أربعة مواسم ثم في موسم 2017–18 واستمر معه طيلة ثلاثة مواسم، مشاركًا طوالها في 164 مباراة سجل خلالها هدفًا واحدًا. لينتقل بعدها إلى نادي إيرغوتيليس في موسم 2013–14 لمدة موسم واحد، مشاركًا في 11 مباراة ولم يسجل أي هدف. ثم لعب في نادي مكابي حيفا في موسم 2014–15 ولمدة موسمين، مشاركًا في 66 مباراة ولم يسجل أي هدف أيضًا. ليعود ويرتحل عنه إلى نادي نوتينغهام فورست في موسم 2016–17 لمدة موسم واحد، مشاركًا في 20 مباراة ولم يسجل أي هدف أيضًا.

## روابط خارجية
- فلاديمير ستويكوفيتش على موقع الاتحاد الدولي (مؤرشف)  (الإنجليزية)
- فلاديمير ستويكوفيتش على موقع الاتحاد الأوربي (الإنجليزية)
- فلاديمير ستويكوفيتش على موقع قاعدة بيانات كرة القدم.إي يو (الإنجليزية)
- فلاديمير ستويكوفيتش على موقع ناشيونال فوتبول تيمز (الإنجليزية)
- فلاديمير ستويكوفيتش على موقع Soccerbase.com (لاعب) (الإنجليزية)
- فلاديمير ستويكوفيتش على موقع Soccerway.com (الإنجليزية)
- فلاديمير ستويكوفيتش على موقع عالم كرة القدم.نت (الإنجليزية)
- فلاديمير ستويكوفيتش على موقع كووورة
- فلاديمير ستويكوفيتش على موقع اللجنة الأولمبية الدولية (الإنجليزية)
- فلاديمير ستويكوفيتش على موقع أوليمبيديا (الإنجليزية)